# JetSMART
JetSMART es una aerolínea de bajo costo que inició en Chile y actualmente es multinacional, opera en Sudamérica, fundada en 2017 por el fondo estadounidense Indigo Partners. Actualmente cuenta con filiales en Argentina, Perú y Colombia. Su CEO y fundador es el guatemalteco Estuardo Ortiz Porras. 

## Historia
JetSMART solicitó la obtención de su certificado de operador aéreo  el 26 de enero de 2017 y recibió tal autorización en junio de 2017, comenzando a operar en Chile. Actualmente están operando con Airbus A320ceo, A320neo y A321neo, durante 2026 incorporará al A321XLR a su flota.Su principal base de operaciones se encuentra en el Aeropuerto Internacional Arturo Merino Benítez, en la ciudad de Santiago de Chile. Inició sus operaciones en julio de 2017 volando solo rutas de cabotaje. Inició su expansión al mercado sudamericano en diciembre de 2017 operando la ruta Santiago-Lima, Perú.
Su primera aeronave, un Airbus A320-232, recibió la matrícula chilena CC-AWA, y a través de un concurso en redes sociales, la aerolínea llamó a ponerle nombre al avión. El ganador fue Andrés Segall con el nombre "Akori" (halcón peregrino, Falco peregrinus en mapudungún), quien recibió su premio el día 15 de junio de 2017 en el aeropuerto de Santiago, mismo día en que se realizó la presentación oficial de la aeronave a la prensa y spotters chilenos.
El 30 de agosto, recibió su segunda aeronave, registrada CC-AWC, con una Loica en su cola; por un concurso en redes sociales se la llamó Violeta, por Violeta Parra. Y el 4 de septiembre, se hizo de su tercer (y último avión para el 2017): CC-AWB, con un Martín pescador; no se llamó a concurso para bautizar esta aeronave.
El 27 de septiembre, anunció el inicio de dos nuevas rutas domésticas en Chile: Punta Arenas desde el 18 de diciembre, e Iquique a partir del 20 del mismo mes. El 15 de noviembre de 2017, el grupo Indigo Partners, dueño de JetSMART anunció la mayor compra de aeronaves de la historia del fabricante europeo, por la cantidad de 430 aviones de la familia Airbus A320neo, de estos aviones, 70 serán para JetSMART.
El 20 de diciembre lanzó su primera ruta internacional, que une las ciudades de Santiago, Chile y Lima, Perú. En un principio la aerolínea contaba con cuatro frecuencias semanales, con viajes los días lunes, miércoles, viernes y domingo. Actualmente cuenta con 2 vuelos diarios.
El jueves 11 de enero de 2018, JetSMART anuncio una adquisición de 6 aviones extra al plan inicial de 70 aviones, repartidos en 56 Airbus A320Neo y 14 A321Neo, a este pedido original se agregan otros 6 aviones A320Ceo, a los actuales 8 aviones ya existentes.
A mediados del año 2018, JetSMART concretó la compra de la aerolínea argentina Alas del Sur, aerolínea que nunca llegó a operar, pero a la que sí se le otorgaron permisos para realizar vuelos tanto de cabotaje como internacionales en Argentina. El lunes 23 de julio, se le cambió oficialmente el nombre a Alas del Sur, pasándose a llamar legalmente como JetSMART Airlines S.A. De esta manera, JetSMART concreta el primer paso para convertirse en una aerolínea Ultra Low Cost sudamericana. El miércoles 4 de noviembre de 2019, oficializa la compra de Norwegian Air Argentina (filial de la Norwegian Air Shuttle) reafirmando su compromiso con el desarrollo de viajes aéreos accesibles en Sudamérica.
En marzo de 2023 la Aerocivil, la agencia de regulación de la aviación civil en Colombia autorizó el inicio de operaciones en vuelos domésticos incluyendo a Bogotá, Cali, Medellín, Barranquilla, Bucaramanga, Cartagena, Cúcuta, Montería, Pereira, Pasto, San Andrés y Santa Marta. Luego, en abril del mismo año la aerolínea dio inicio al proceso de certificación operativa como aerolínea doméstica. Se anuncia que inician operaciones el 14 de marzo de 2024 con destinos Bogotá, Medellín, Cartagena, Pereira, Santa Marta  
. Para el 2025, JetSmart Colombia ha continuado su expansión en el país con rutas desde aeropuertos secundarios como lo es el Alfonso Bonilla Aragón de Cali a destinos nacionales.

## Destinos

Destinos de JetSmart

| Ciudad                       | Código de aeropuerto      | Código de aeropuerto      | Nombre del aeropuerto                                            | Notas                     |
| Ciudad                       | IATA                      | ICAO                      | Nombre del aeropuerto                                            | Notas                     |
| · Argentina (16 destinos)    | · Argentina (16 destinos) | · Argentina (16 destinos) | · Argentina (16 destinos)                                        | · Argentina (16 destinos) |
| ---------------------------- | ------------------------- | ------------------------- | ---------------------------------------------------------------- | ------------------------- |
| Buenos Aires                 | AEP                       | SABE                      | Aeroparque Jorge Newbery                                         | HUB                       |
| Buenos Aires                 | EZE                       | SAEZ                      | Aeropuerto Internacional Ministro Pistarini                      | HUB                       |
| Córdoba                      | COR                       | SACO                      | Aeropuerto Internacional Ingeniero Ambrosio Taravella            |                           |
| El Calafate                  | FTE                       | SAWC                      | Aeropuerto Internacional Comandante Armando Tola                 |                           |
| Mendoza                      | MDZ                       | SAME                      | Aeropuerto Internacional Gobernador Francisco Gabrielli          |                           |
| Neuquén                      | NQN                       | SAZN                      | Aeropuerto Internacional Presidente Perón                        |                           |
| Puerto Iguazú                | IGR                       | SARI                      | Aeropuerto Internacional de Puerto Iguazú                        |                           |
| Salta                        | SLA                       | SASA                      | Aeropuerto Internacional de Salta Martín Miguel de Güemes        |                           |
| Trelew                       | TRE                       | SAVA                      | Aeropuerto Almirante Marcos A. Zar                               |                           |
| San Carlos de Bariloche      | BRC                       | SAZS                      | Aeropuerto Internacional Teniente Luis Candelaria                |                           |
| San Martín de Los Andes      | CPC                       | SAZY                      | Aeropuerto Chapelco                                              |                           |
| San Salvador de Jujuy        | JUJ                       | SASJ                      | Aeropuerto Internacional Gobernador Horacio Guzmán               | Suspendido                |
| Chaco                        | RTA                       | SATR                      | Aeropuerto Teniente Daniel Jukic                                 |                           |
| Tucumán                      | TUC                       | SANT                      | Aeropuerto Internacional Teniente Benjamín Matienzo              |                           |
| Ushuaia                      | USH                       | SAWH                      | Aeropuerto Internacional Malvinas Argentinas                     |                           |
| · Brasil (6 destinos)        |                           |                           |                                                                  |                           |
| Florianopolis                | FLN                       | SBFL                      | Aeropuerto Internacional Hercílio Luz                            |                           |
| Foz do Iguaçu                | IGU                       | SBFI                      | Aeropuerto Internacional de Foz do Iguaçu                        |                           |
| Natal                        | NAT                       | SBSG                      | Aeroporto Internacional de Natal                                 | empeza deciembre 30, 2025 |
| Recife                       | REC                       | SBRF                      | Aeroporto Internacional do Recife                                |                           |
| Río de Janeiro               | GIG                       | SBGL                      | Aeropuerto Internacional de Galeão                               |                           |
| Sao Paulo                    | GRU                       | SBGR                      | Aeropuerto Internacional de São Paulo-Guarulhos                  |                           |
| · Chile (10 destinos)        |                           |                           |                                                                  |                           |
| Antofagasta                  | ANF                       | SCFA                      | Aeropuerto Andrés Sabella                                        |                           |
| Arica                        | ARI                       | SCAR                      | Aeropuerto Internacional Chacalluta                              |                           |
| Balmaceda                    | BBA                       | SCBA                      | Aeródromo Balmaceda                                              |                           |
| Calama                       | CJC                       | SCCF                      | Aeropuerto El Loa                                                |                           |
| Concepción                   | CCP                       | SCIE                      | Aeropuerto Internacional Carriel Sur de Talcahuano               | HUB                       |
| Iquique                      | IQQ                       | SCDA                      | Aeropuerto Internacional Diego Aracena                           |                           |
| La Serena                    | LSC                       | SCSE                      | Aeródromo La Florida                                             |                           |
| Puerto Montt                 | PMC                       | SCTE                      | Aeropuerto El Tepual                                             |                           |
| Santiago                     | SCL                       | SCEL                      | Aeropuerto Internacional Arturo Merino Benítez                   | HUB                       |
| Temuco                       | ZCO                       | SCQP                      | Aeropuerto Internacional La Araucanía                            |                           |
| · Colombia (10 destinos)     |                           |                           |                                                                  |                           |
| Bogotá                       | BOG                       | SKBO                      | Aeropuerto Internacional El Dorado                               | HUB                       |
| Cali                         | CLO                       | SKCL                      | Aeropuerto Internacional Alfonso Bonilla Aragón                  |                           |
| Cartagena                    | CTG                       | SKCG                      | Aeropuerto Internacional Rafael Núñez                            |                           |
| Pereira                      | PEI                       | SKPE                      | Aeropuerto Internacional Matecaña                                |                           |
| Cúcuta                       | CUC                       | SKCC                      | Aeropuerto Internacional Camilo Daza                             |                           |
| Santa Marta                  | SMR                       | SKSM                      | Aeropuerto Internacional Simón Bolívar                           |                           |
| Medellín                     | MDE                       | SKRG                      | Aeropuerto Internacional José María Córdova                      | HUB                       |
| · Ecuador (1 destino)        |                           |                           |                                                                  |                           |
| Quito                        | UIO                       | SEQM                      | Aeropuerto Internacional Mariscal Sucre                          |                           |
| · Paraguay (1 destino)       |                           |                           |                                                                  |                           |
| Asunción                     | ASU                       | SGAS                      | Aeropuerto Internacional Silvio Pettirossi                       |                           |
| · Perú (8 destinos)          |                           |                           |                                                                  |                           |
| Arequipa                     | AQP                       | SPQU                      | Aeropuerto Internacional Rodríguez Ballón                        |                           |
| Cajamarca                    | CJA                       | SPJR                      | Aeropuerto Mayor General FAP Armando Revoredo Iglesias           |                           |
| Chiclayo                     | CIX                       | SPHI                      | Aeropuerto Internacional Capitán FAP José A. Quiñones            |                           |
| Cusco                        | CUZ                       | SPZO                      | Aeropuerto Internacional Alejandro Velasco Astete                |                           |
| Lima                         | LIM                       | SPJC                      | Aeropuerto Internacional Jorge Chávez                            | HUB                       |
| Piura                        | PIU                       | SPUR                      | Aeropuerto Internacional Capitán FAP Guillermo Concha Iberico    |                           |
| Tarapoto                     | TPP                       | SPST                      | Aeropuerto Cadete FAP Guillermo Del Castilo Paredes              |                           |
| Trujillo                     | TRU                       | SPRU                      | Aeropuerto Internacional Capitán FAP Carlos Martínez de Pinillos |                           |
| · Uruguay (1 destino)        |                           |                           |                                                                  |                           |
| Montevideo                   | MVD                       | SUMU                      | Aeropuerto Internacional de Carrasco                             |                           |
| Total: 49 destinos, 8 países |                           |                           |                                                                  |                           |

## Rutas SMART
Las rutas dentro de Chile, Argentina, Perú y Colombia se pueden revisar en el sitio local de la compañía según cada país:

### SMART Chile
Son rutas domésticas en Chile que no comienzan ni terminan en el Aeropuerto Internacional Arturo Merino Benítez, sino que conectan en forma directa a dos aeropuertos de regiones distintas a la Región Metropolitana de Santiago. JetSMART actualmente es el mayor operador de este tipo de rutas dentro de Chile.
| Ciudad de origen | Ciudad de destino | Notas |
| ---------------- | ----------------- | ----- |
| Antofagasta      | Concepción        |       |
| Antofagasta      | La Serena         |       |
| Arica            | La Serena         |       |
| Balmaceda        | Concepción        |       |
| Balmaceda        | Temuco            |       |
| Balmaceda        | Puerto Montt      |       |
| Concepción       | Iquique           |       |
| Concepción       | Calama            |       |
| Concepción       | Antofagasta       |       |
| Concepción       | La Serena         |       |
| Concepción       | Puerto Montt      |       |
| Concepción       | Balmaceda         |       |
| Concepción       | Punta Arenas      |       |
| Calama           | Concepción        |       |
| Calama           | La Serena         |       |
| Iquique          | Concepción        |       |
| Iquique          | La Serena         |       |
| La Serena        | Arica             |       |
| La Serena        | Iquique           |       |
| La Serena        | Calama            |       |
| La Serena        | Antofagasta       |       |
| La Serena        | Concepción        |       |
| Puerto Montt     | Concepción        |       |
| Puerto Montt     | Balmaceda         |       |
| Puerto Montt     | Punta Arenas      |       |
| Punta Arenas     | Puerto Montt      |       |
| Punta Arenas     | Concepción        |       |
| Temuco           | Balmaceda         |       |
| Total: 28 rutas  |                   |       |

### SMART Argentina
Opera rutas domésticas en Argentina desde Buenos Aires además de las llamadas rutas interprovinciales que conectan en forma directa entre dos ciudades de Argentina sin pasar por Buenos Aires: 
| Ciudad de origen | Ciudad de destino | Notas |
| ---------------- | ----------------- | ----- |
| Bariloche        | Córdoba           |       |
| Bariloche        | Mendoza           |       |
| Córdoba          | Bariloche         |       |
| Córdoba          | Salta             |       |
| Mendoza          | Bariloche         |       |
| Mendoza          | Salta             |       |
| Neuquén          | Salta             |       |
| Salta            | Neuquén           |       |
| Salta            | Mendoza           |       |
| Salta            | Córdoba           |       |
| Total: 10 rutas  |                   |       |

### SMART Colombia
Son rutas domésticas en Colombia que no comienzan ni terminan en Bogotá (al igual que en Argentina y Chile), sino que conectan en forma directa entre dos ciudades del interior de Colombia. 
| Ciudad de origen | Ciudad de destino | Notas  |
| ---------------- | ----------------- | ------ |
| Cartagena        | Cali              | [ 25 ] |
| Cartagena        | Medellín          |        |
| Cartagena        | Pereira           |        |
| Medellín         | Santa Marta       | [ 26 ] |
| Total: 4 rutas   |                   |        |

### SMART Perú
Son rutas domésticas en Perú que no comienzan ni terminan en Lima (la misma temática que en Argentina y Chile) sino que conectan en forma directa entre dos ciudades del interior del Perú.
| Ciudad de origen | Ciudad de destino |
| ---------------- | ----------------- |
| Arequipa         | Cusco             |
| Arequipa         | Trujillo          |
| Arequipa         | Tarapoto          |
| Arequipa         | Piura             |
| Tarapoto         | Iquitos           |
| Trujillo         | Arequipa          |
| Total: 6 rutas   |                   |

## Flota
Nota: El 5 de mayo de 2021, los Boeing 737-8JP LV-HQH ("Astor Piazzolla"), LV-IQZ ("Santiago Ramón Y Cajal") y LV-ITK ("Benito Pérez Galdós") adquiridos en la fusión con Norwegian Air Argentina, fueron devueltos a su casa matriz Norwegian Air Shuttle. Dichas aeronaves fueron desafectadas la flota de Norwegian Air Shuttle, siendo operandos hoy por Transavia France.